# Pseudomarthana
Pseudomarthana is een geslacht van hooiwagens uit de familie Epedanidae.
De wetenschappelijke naam Pseudomarthana is voor het eerst geldig gepubliceerd door Paul D. Hillyard in 1985. 

## Soorten
Pseudomarthana is monotypisch en omvat slechts de volgende soort:
- Pseudomarthana conspicua